# مع هيكل
مع هيكل تجربة حياة برنامج تلفزيوني سياسي تاريخي أسبوعي يقدمه الإعلامي المصري محمد حسنين هيكل على قناة الجزيرة. يقدم البرنامج مجموعات من الحلقات، وكل مجموعة تحمل اسمًا يدل على الظرف التاريخي لها، وهي تتضمن نظريةً واحدة يتم تقسيمها على عدد من الحلقات.
- المجموعة الأولى علامات 21 حلقة.
- المجموعة الثانية: أيام يوليو 20 حلقة.
- المجموعة الثالثة: ولادة عسيرة 25 حلقة.
- المجموعة الرابعة: زمن الخطة ألفا 30 حلقة.
- المجموعة الخامسة: زمن الحرب 30 حلقة.
- المجموعة السادسة: طلاسم 67.
- المجموعة السابعة: الحاضر السياسي ورؤية إستراتيجية لمستقبل الصراعات في المنطقة في 10 حلقات.